# Bani Sulayman
 Bani Sulayman es un pueblo ubicado al centro oeste de Yemen. Está situado en la Gobernación de Saná.